# Otto Kahler
Otto Kahler (Praga, 8 de enero de 1849 - Viena, 24 de enero de 1893) fue un médico austriaco.

## Biografía
Estudió en la Universidad Karl-Ferdinand de su ciudad natal y obtuvo en 1871 el título de doctor. Tras la división de la universidad en una universidad alemana y otra checa, ejerció la docencia y la investigación en la universidad de habla alemana.
En 1890 padeció un  cáncer de lengua, siendo la causa de su fallecimiento en 1893. Kahler es famoso por su descripción del  mieloma múltiple o plasmocitoma, un tipo de cáncer que se caracteriza por la proliferación incontrolada de células plasmáticas. También realizó la primera descripción de la siringomielia.

## Obra
- Beiträge zur Pathologie und zur pathologischen Anatomie des Zentralnervensystems. (junto a Arnold Pick) C.L. Hirschfeld, Leipzig 1879
- Über die Diagnostik der Syringomyelie. (Primera descripción) Prager Med. Wschr. Vol.13 (1888), p. 45 u. 63
- Multiples Myelom. Wiener Med. Wochenblatt 1888, p. 67